# Храм-маяк Николая Чудотворца
Храм-мая́к Святи́теля Никола́я — православный храм в селе Малореченском в Крыму (на юго-восточном побережье), самый высокий храм на полуострове. Относится к Симферопольской и Крымской епархии Русской православной церкви. Храмовый комплекс входит в состав Мемориала всем погибшим на водах. Автор и главный художник комплекса — Анатолий Гайдамака.

## История создания
Церковь-маяк построили по благословению Патриарха Московского и всея Руси Алексия II. Основными меценатами были Александр Лебедев, российский Национальный резервный банк, банк «НРБ-Украина» и пансионат «Море». Общий бюджет проекта составил 5 млн долларов США при первоначальном бюджете в 3,5 млн. Задолго до начала строительства геологи искали место для храма, так как храм должен стоять на берегу, а юго-восточное побережье Крыма подвержено частым оползням. Тем не менее, в 2017 году потребовались берегоукрепительные и противооползневые работы на общую сумму 3 млн долларов из бюджета Российской Федерации. Первый камень был заложен в октябре 2004 года. Работы по проектированию и строительству проводились в очень короткие сроки. В середине 2006 года строительство храма было завершено, а 15 мая 2007 года храм-маяк был торжественно освящён. Церемонию освящения храма совершил митрополит Киевский Владимир (Сабодан).

## Архитектурный комплекс

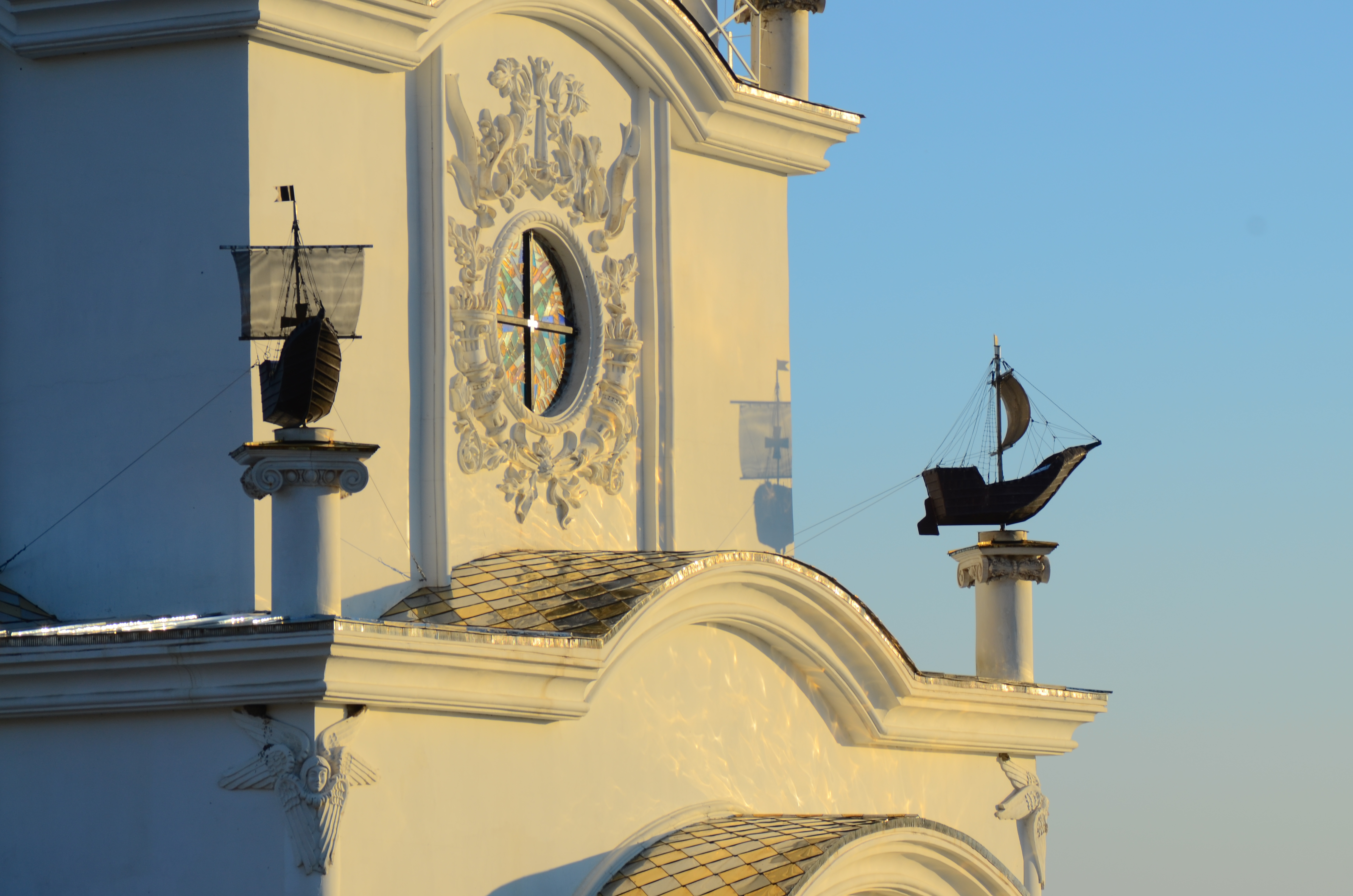
Внешние элементы храма-маяка

### Храм
По своей высоте храм не имеет аналогов в Крыму. Общая высота храма составляет по разным оценкам до 65 метров. На всех четырех фасадах храма в форму огромного креста вписаны изображения святых. Высота каждого панно 15 метров, а площадь 60 м.кв. Восточную часть храма украшает изображение Святителя Николая, а остальные три части фасада украшены изображениями Богоматери: Афонской Божьей Матери, «Знамение» и Покрова Богородицы. В оформлении использованы корабельные якоря и якорные цепи.

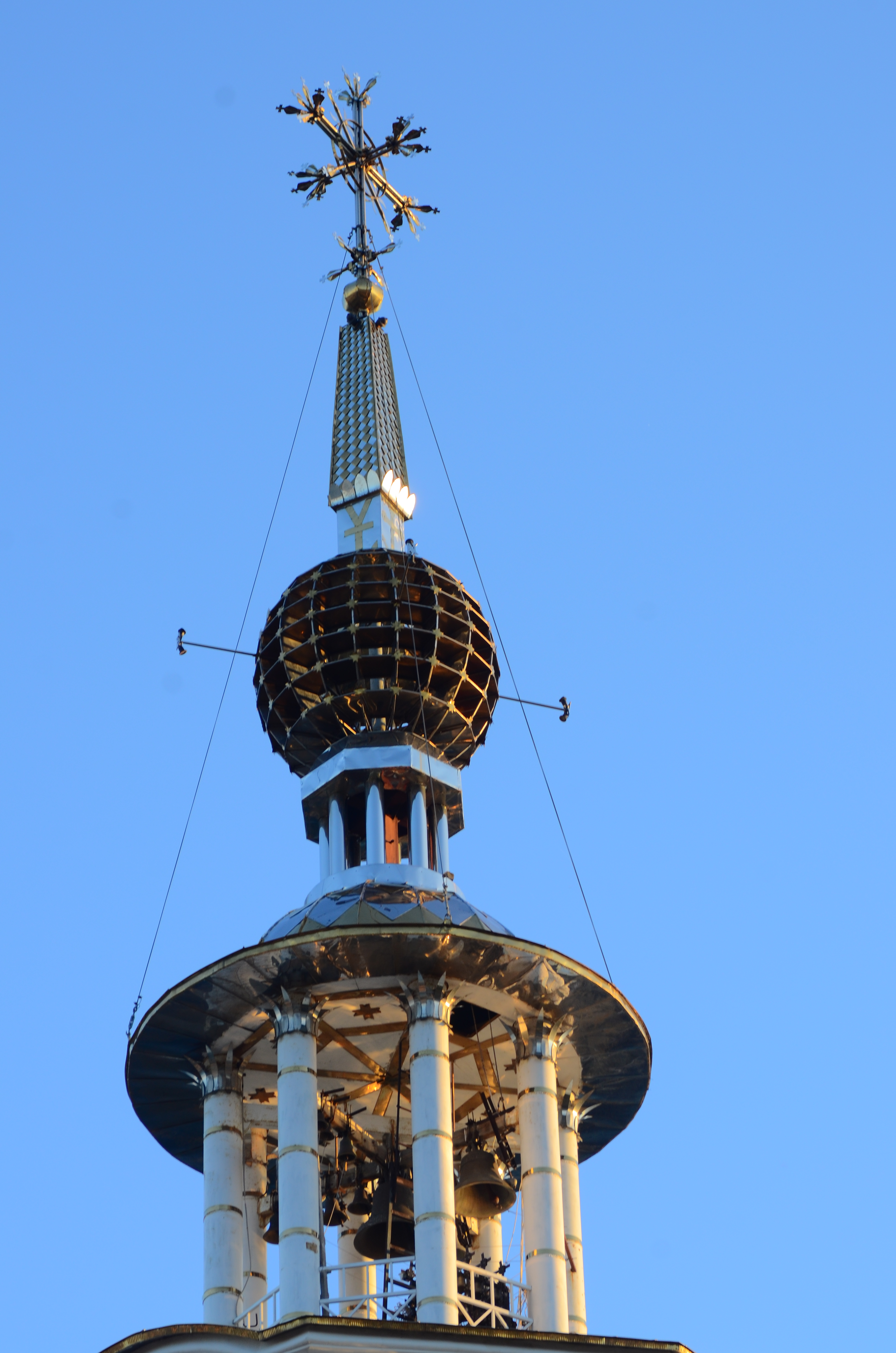
Маяк на храме

Под главным крестом, ниже маячного фонаря размещается колокольня с электрическим приводом колоколов. Это нововведение позволяет исполнять разнообразные колокольные мелодии. Росписи в храме посвящены жизни Николая Мирликийского. На потолке одного из портиков изображены знаки Зодиака, символы созвездий, по которым ориентируются мореплаватели. В оформлении церковной площади использованы якоря, якорные цепи, кнехты. Одной из важнейших архитектурных деталей является стена, на которой каждый желающий может поместить табличку с информацией о погибших на воде.

### Маяк
Храм может играть роль маяка. Под главным крестом храма, внутри позолоченного шара, который символизирует планету Земля, установлен маячный фонарь. Среди туристов популярна версия, что это единственный храм-маяк в Крыму, однако Форосская Церковь также может играть роль маяка. Но несмотря на технические возможности, данные объекты не внесены в лоции Чёрного моря.

### Музей катастроф на водах
В цокольной части храмового комплекса в 2009 году открыт Музей катастроф на водах. В 17 помещениях, декорированных в виде затонувшего корабля, каждое из которых повествует с помощью видео и стендов о наиболее резонансных трагедиях на водах Мирового океана. Одна из экспозиций посвящена трагедии теплохода «Армения», которая унесла жизни, по разным оценкам, от 3000 до 7000 человек.

## Фотогалерея

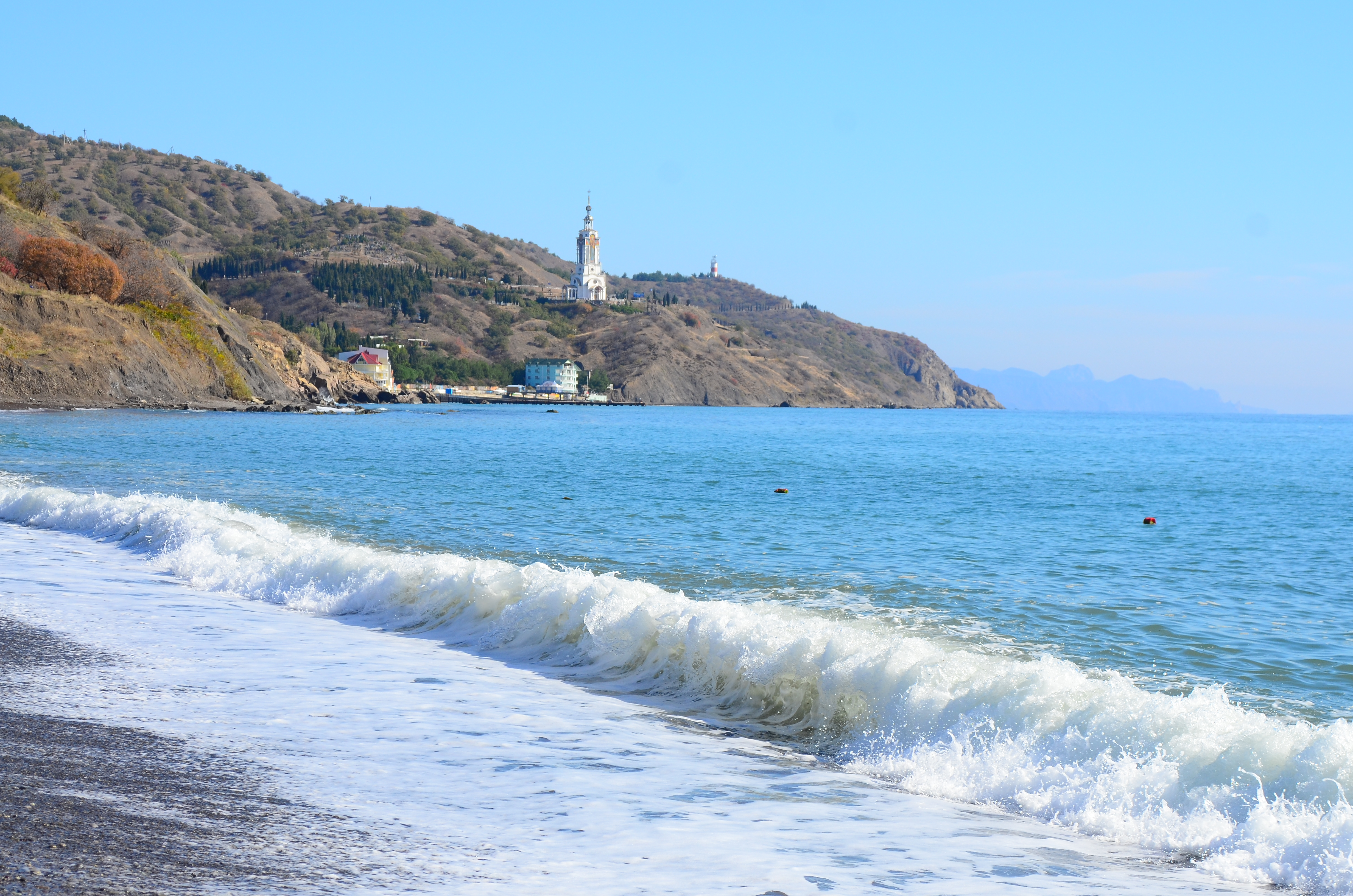
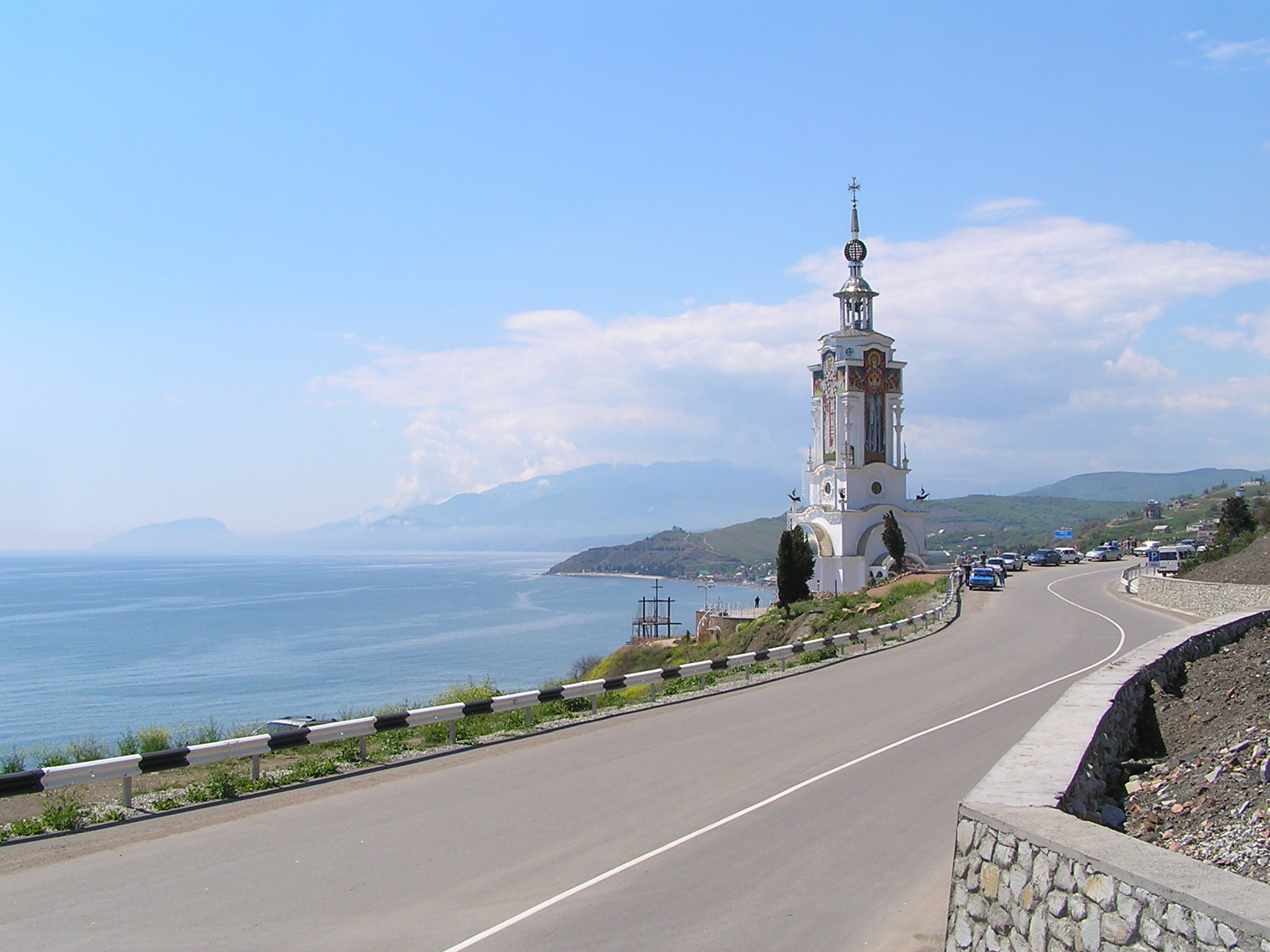
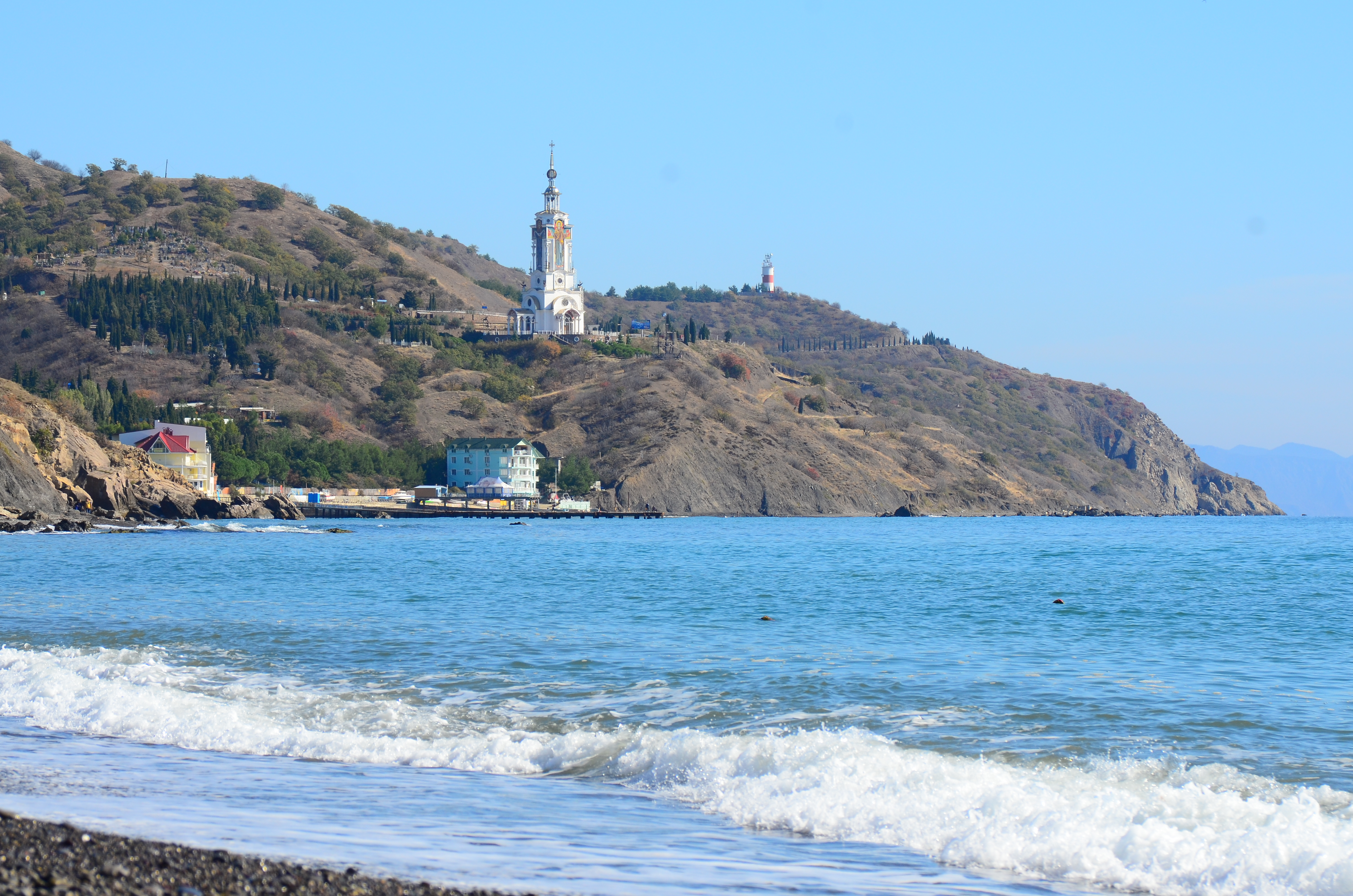
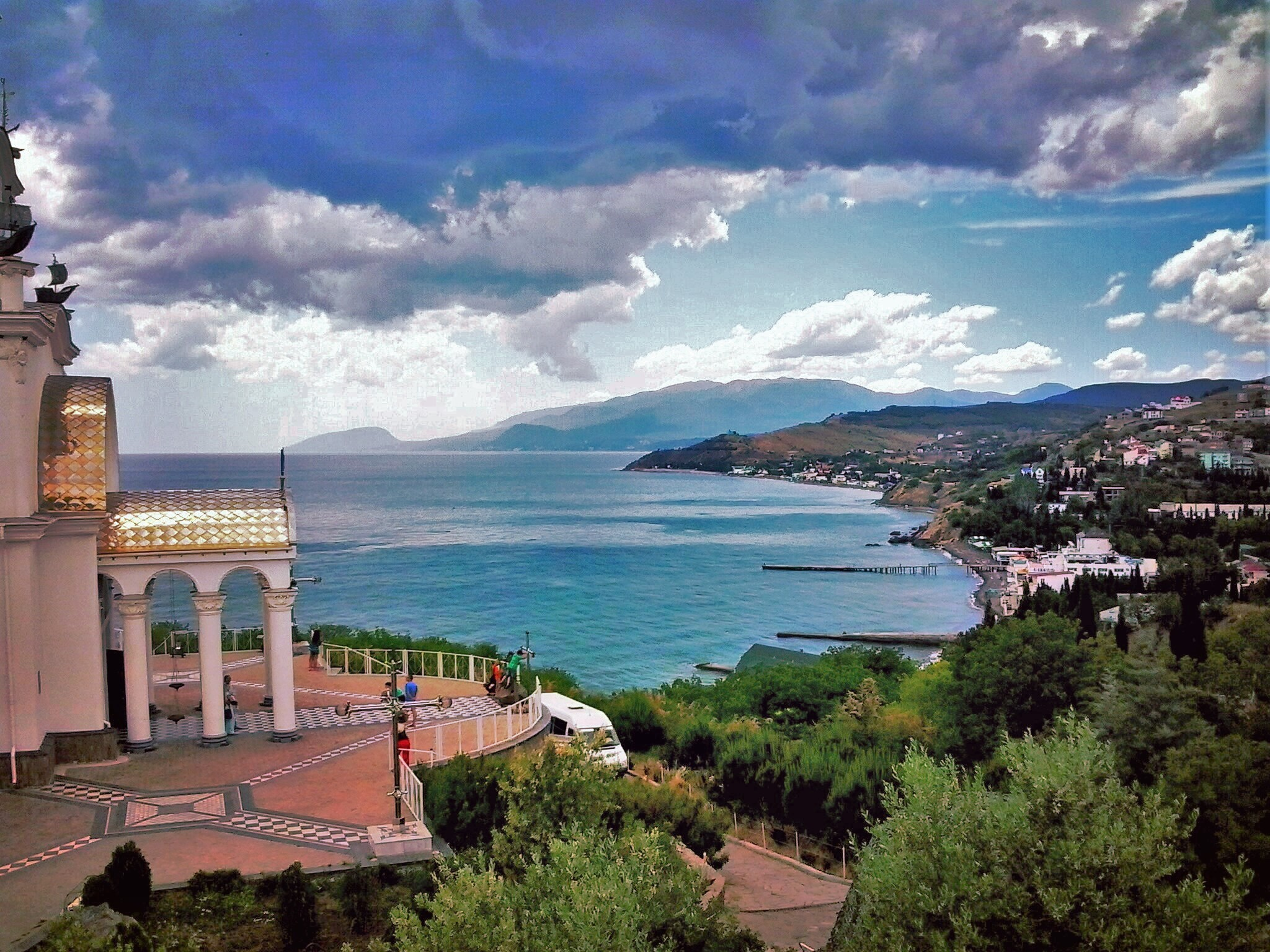